# Planta & Raiz
Planta & Raiz é uma banda brasileira de reggae formada em 1998 na cidade de São Paulo. Em toda carreira, de mais de 25 anos, venderam mais de 500 mil cópias.

## Biografia

### História
A banda iniciou as atividades em 1998, quando o vocalista Zeider Pires e o guitarrista Fernandinho, colegas de escola, uniram-se ao amigo Samambaia para tocar covers de Bob Marley na feira da Praça Benedito Calixto, Vila Madalena. Logo após novos integrantes chegaram como Franja, Cuio e Juliano. Permaneceram tocando na capital e também no litoral paulista e também começaram a desenvolver suas próprias canções, onde lançaram o primeiro CD demo. A primeira produção da banda foi com o produtor musical Kiko Tupinambá, que já havia trabalhado com nomes da música brasileira. Finalizaram o primeiro demo com quatro canções próprias; todas escritas por Zeider denominado A Planta Que Brota da Terra. 
Em 2000, a banda realizou cerca de 130 shows, dividiu o palco com grandes nomes do reggae como Gregory Isaacs e Tribo de Jah. 
Em 2001, participaram em diversos eventos ao lado do Peixelétrico e Maskavo, fez shows no Credicard Hall com Edson Gomes, Tribo de Jah, Natiruts entre outros, tocou para um público de 60 mil pessoas que estiveram no Primeiro Festival Nacional de Reggae, como única banda escolhida para representar São Paulo, na Via Funchal, tocou com The Wailers e, no Primeiro Festival Internacional de Reggae, dividiu o palco com outros nomes jamaicanos. Que brota da terra somou cerca de 10 mil cópias. 
No fim de 2001, a banda começou a gravar o segundo disco. Este é o Remédio, produção realizada no Midas Estúdio, contou com a direção de Rick Bonadio e com a participação de Zé Orlando do Tribo de Jah, na música "Ideia Certa". Em 2002, a Planta e Raiz lançou seu novo CD, que alcançou a marca de 50 mil cópias vendidas. As músicas "Com certeza", "Aquele lugar" e "Pra poucos" estavam entre as mais pedidas em algumas emissoras de rádio de segmento jovem. Também nesse ano, o grupo recebeu o Prêmio Qualidade Brasil, atribuído pelo International Quality Service, como banda que mais se destacou no meio artístico musical.
Enquanto divulgava o CD Este é o Remédio, o Planta & Raiz já trabalhava na composição das músicas de seu próximo álbum, De cara por Mundo, que contou com uma dupla Rick Bonadio e Rodrigo Castanho na produção. De cara por Mundo, trazia em seu repertório quatorze músicas próprias e uma regravação que tocou em todas as rádios do Brasil. "A Dois Passos do Paraíso", da banda Blitz , foi o carro chefe do álbum e ganhou o primeiro videoclipe do trabalho, dirigido por Marcelo Rossi.
Em 2005, o grupo marcou de vez o seu lugar na história do reggae brasileiro com o lançamento de seu primeiro CD e DVD ao vivo, que contou com as participações especiais de Rick Bonadio, Chorão, Evandro Mesquita e Rappin' Hood.
Depois de alcançar o sucesso e a consolidação de sua carreira, a banda foi convidada a participar de dois projetos internacionais: o disco El Albun Verde, lançado na Argentina e que homenageava os Beatles através do reggae, e o CD Copa Reggae, com bandas do Brasil, Portugal e Angola.
Em 2017, lançam o 17º álbum Exército delirante, produzido por Daniel Ganjaman e lançado pela gravadora Deck, com todo repertório autoral.
Em 2022, lançam o single “Se Deus Quiser”, feito em parceria com Julies.
Em 2023, lançaram o álbum Acústico Planta & Raiz, que comemora os 25 anos de atividade e contou com as participações de Armandinho, Vitor Kley e Maneva. No mesmo ano, estrearam no Lollapalooza, sendo a 1ª banda de reggae nacional a se apresentar no festival, e convidaram a banda Olodum para a apresentação. Ainda em 2023, lançam sua primeira coleção de tokens não fungíveis (NFTs).
No dia 29 de novembro de 2024, a banda lança Mulher de Fases, regravação do sucesso da banda Raimundos. Na ficha técnica do videoclipe disponibilizada no YouTube, o tecladista Fernando Tristão aparece como integrante oficial da banda.

## Integrantes

### Formação atual
- Zeider Pires: vocal e guitarra
- Fernando Chaves "Fernandinho": guitarra e vocal de apoio
- Raphael Belarmino "Franja": guitarra
- Thiago Pereira "Samambaia": baixo
- Juliano Hodapp: bateria e percussão
- Fernando Tristão: teclados e vocal de apoio

### Músicos de apoio
- Marcos Will: trompete
- Marcelo Curumim: saxofone

### Ex-integrantes
- Lázaro Júnior "Cuio": bateria (1998-2012)
- Osvaldinho[14]: teclados

## Discografia
- (2000) Que Brota da Terra
- (2002) Esse é o Remédio
- (2004) De Cara pro Mundo
- (2005) Ao Vivo (também disponível em DVD)
- (2007) Qual é a Cara do Ladrão?
- (2010) Manifestação do Amor
- (2011) Planta aDUBada (Planta & Raiz + Buguinha Dub)
- (2013) Bora Viver / De Sol a Sol (álbum duplo)
- (2014) 15 Anos - Ao Vivo na Vila Madalena (também disponível em DVD)
- (2015) Segue em Frente
- (2017) Exército Delirante
- (2022) Acústico (também disponível em DVD)
- (2024) Ao Vivo em Noronha (também disponível em DVD)